# Federazione calcistica della Corea del Sud
La Federazione calcistica della Corea del Sud (대한축구협회?, in inglese Korea Football Association, acronimo KFA) è l'ente che governa il calcio in Corea del Sud.
È stata fondata il 5 maggio 1928 e ha sede a Seul.

## Storia
L'avvento del calcio in Corea risale a un gioco con la palla chiamato chuk-guk (o jegichagi), molto simile al calcio contemporaneo. 
L'attuale versione del calcio fu introdotta nel paese nel 1882, quando membri delle forze navali britanniche, giunte con il loro vascello al porto di Incheon, praticarono questo sport in città. Nel 1921 fu organizzato il primo torneo calcistico pancoreano e nel 1928 fu costituita la Federazione calcistica della Corea, che pose le basi per lo sviluppo del calcio nel paese.
La federazione fu ricostituita nel 1948, in seguito alla nascita della Repubblica di Corea. Nello stesso anno divenne membro della FIFA, l'organo di governo del calcio mondiale, e nel 1954 si affiliò all'AFC, la confederazione calcistica asiatica.

## Competizioni
| Periodo   | Presidente              |
| --------- | ----------------------- |
| 1928–33   | Shin Ki-jun             |
| 1933–34   | Park Seung-bin (1)      |
| 1934–38   | Yuh Woon-Hyung (2)      |
| 1938–45   | Go Won-hoon (3,4)       |
| 1945–48   | Ha Kyung-deok (5,6)     |
| 1948–49   | Shin Ik-hee (7)         |
| 1949      | Hong Seong-ha (8)       |
| 1949–50   | Yun Bo-seon (9)         |
| 1950–52   | Hong Seong-ha (10,11)   |
| 1952–54   | Jang Taek-sang (12)     |
| 1954–55   | Lee Jong-rim (13)       |
| 1955      | Hyun Jeong-ju (14)      |
| 1955–57   | Kim Myung-hak (15,16)   |
| 1957–60   | Kim Yoon-ki (17,18)     |
| 1960      | Jang Ki-young (19)      |
| 1960–61   | Jeong Mun-ki (20)       |
| 1961–62   | Jang Ki-young (21)      |
| 1962      | Kim Yoon-ki (22)        |
| 1962–63   | Jang Ki-young (23)      |
| 1963      | Hwang Yeop (24)         |
| 1963–64   | Kim Yoon-ki (25)        |
| 1964      | Min Kwan-sik (26)       |
| 1964–70   | Choi Chi-hwan (27–30)   |
| 1970–73   | Jang Deok-jin (31,32)   |
| 1973–75   | Go Tae-jin (33,34)      |
| 1975–78   | Kim Yoon-ha (35–37)     |
| 1978–79   | Park Joon-hong (38)     |
| 1979–87   | Choi Soon-young (39–43) |
| 1987–88   | Lee Jong-hwan (44)      |
| 1988–93   | Kim Woo-jung (45–46)    |
| 1993–2009 | Chung Mong-joon (47–50) |
| 2009–     | Cho Chung-Yun (51)      |

### Estinte
- Korea Cup
- Korean Football Championship
- Korean President's Cup
- Supercoppa della Corea del Sud

### Attuali
- Korean FA Cup
- Challengers League

## Squadre nazionali

### Maschili
- Nazionale di calcio della Corea del Sud
- Nazionale Under-23 di calcio della Corea del Sud
- Nazionale Under-20 di calcio della Corea del Sud
- Nazionale Under-17 di calcio della Corea del Sud

### Femminili
- Nazionale di calcio femminile della Corea del Sud
- Nazionale Under-20 di calcio femminile della Corea del Sud
- Nazionale Under-19 di calcio femminile della Corea del Sud
- Nazionale Under-17 di calcio femminile della Corea del Sud
- Nazionale Under-16 di calcio femminile della Corea del Sud

## Premi

### Calciatore dell'anno
- 1969: Kim Ho[1]
- 1970: Lee Hoi-Taek[2]
- 1971: Kim Jung-Nam[3]
- 1972: Park Yi-Cheon[4]
- 1973: Cha Bum-Kun[5]
- 1974: Byun Ho-Yeong[6]
- 1975: Kim Ho-Gon[7]
- 1976: Choi Jong-Deok[8]
- 1977: Cho Young-Jeung[9]
- 1978: Kim Jae-Han[10]
- 1979: Park Seong-Hwa[11]
- 1980: Lee Young-Moo[12]
- 1981: Cho Kwang-Rae[13]
- 1982-2009: Interrotto
- 2010: Park Ji-sung[14]
- 2011: Ki Sung-Yueng[15]

### Calciatrice dell'anno
- 2010: Ji So-Yun[14]
- 2011: Jolioln[15]

### I migliori 11
| Anno | Portiere                                | Difensore | Centrocampista                                                                                   | Attaccante |
| ---- | --------------------------------------- | --- | ------------------------------------------------------------------------------------------------ | --- |
| 1969 | Lee Se-Yeon (Yangzee)                   | Seo Yoon-Chan (Yangzee) Kim Jung-Nam (Yangzee) Lim Guk-Chan (Yangzee) Choi Tae-Yeol (Korea Exchange Bank) Kim Ho (Commercial Bank of Korea) | –                                                                                                | Kim Ki-Bok (Yangzee) Lee Hoi-Taek (Yangzee) Jeong Kang-Ji (Yangzee) Jeong Byung-Tak (Yangzee) Lee Yi-Woo (Cheil Industries)              |
| 1970 | Lee Se-Yeon (Seoul Bank)                | Kim Jung-Nam (Korea Exchange Bank) Kim Ho (Commercial Bank of Korea) Choi Jae-Mo (ROK Army) Park Byeong-Ju (Seoul Bank)                     | Seo Yoon-Chan (Korea Trust Bank) Kim Ki-Bok (Chung-Ang Univ.)                                    | Lee Hoi-Taek (Hanyang Univ.) Jeong Kang-Ji (Korea Trust Bank) Park Yi-Cheon (ROK Army) Park Su-Deok (Kyunghee Univ.)                     |
| 1971 | Lee Se-Yeon (Seoul Bank)                | Kim Ho (Commercial Bank of Korea) Kim Jung-Nam (Korea Exchange Bank) Choi Kil-Su (Industrial Bank of Korea) Choi Jae-Mo (ROK Army)          | Lee Cha-Man (Korea Univ.) Kim Chang-Il (Korea Univ.)                                             | Park Yi-Cheon (Chung-Ang Univ.) Lee Hoi-Taek (Hanyang Univ.) Park Su-Deok (ROK Marines) Jeong Kyu-Pung (ROK Army)                        |
| 1972 | Lee Se-Yeon (Seoul Bank)                | Kim Ho (Commercial Bank of Korea) Park Young-Tae (ROK Marines) Kim Ho-Gon (Yonsei Univ.) Hwang Jae-Man (Korea Univ.)                        | Ko Jae-Wook (Korea Univ.) Lee Cha-Man (Korea Univ.)                                              | Park Yi-Cheon (Kookmin Bank) Kim Jae-Han (Housing & Commercial Bank) Cha Bum-Kun (Korea Univ.) Lee Hoi-Taek (Hanyang Univ.)              |
| 1973 | Byun Ho-Yeong (Seoul Bank)              | Yoo Ki-Heung (Commercial Bank of Korea) Park Young-Tae (ROK Marines) Kang Ki-Wook (ROK Army) Kim Ho-Gon (Yonsei Univ.)                      | Ko Jae-Wook (Korea Univ.) Park Byung-Chul (Hanyang Univ.)                                        | Park Yi-Cheon (Kookmin Bank) Cha Bum-Kun (Korea Univ.) Jeong Kyu-Pung (Kookmin Bank) Kim Jae-Han (Housing & Commercial Bank)             |
| 1974 | Byun Ho-Yeong (Seoul Bank)              | Kang Ki-Wook (ROK Army) Kim Ho-Gon (Yonsei Univ.) Choi Jae-Mo (POSCO) Hwang Jae-Man (Korea Univ.)                                           | Ko Jae-Wook (ROK Army) Park Byung-Chul (Hanyang Univ.)                                           | Cha Bum-Kun (Korea Univ.) Lee Hoi-Taek (POSCO) Park Yi-Cheon (Kookmin Bank) Huh Jung-Moo (Yonsei Univ.)                                  |
| 1975 | Kwon Yi-Woon (Industrial Bank of Korea) | Kim Ho-Gon (ROK Army) Hwang Jae-Man (Seoul Trust Bank) Cho Young-Jeung (Chung-Ang Univ.) Choi Jong-Deok (Korea Univ.)                       | Park Byung-Chul (Kookmin Bank) Park Sang-In (ROK Army)                                           | Cha Bum-Kun (Korea Univ.) Kim Jin-Guk (Industrial Bank of Korea) Lee Young-Moo (Kyunghee Univ.) Cho Dong-Hyun (Industrial Bank of Korea) |
| 1976 | Kim Hee-Cheon (Hanyang Univ.)           | Kim Ho-Gon (Seoul Trust Bank) Choi Jong-Deok (Korea Univ.) Hwang Jae-Man (ROK Air Force) Park Seong-Hwa (Korea Univ.)                       | Kim Gang-Nam (Korea Univ.) Park Sang-In (Commercial Bank of Korea)                               | Cha Bum-Kun (ROK Air Force) Kim Jin-Guk (Industrial Bank of Korea) Lee Young-Moo (Kyunghee Univ.) Park Yong-Joo (Hanyang Univ.)          |
| 1977 | Kim Hee-Cheon (Hanyang Univ.)           | Kim Ho-Gon (Seoul Trust Bank) Choi Jong-Deok (Korea Univ.) Cho Young-Jeung (ROK Navy) Park Seong-Hwa (Korea Univ.)                          | Cho Kwang-Rae (Yonsei Univ.) Park Sang-In (Commercial Bank of Korea)                             | Cha Bum-Kun (ROK Air Force) Kim Jae-Han (Housing & Commercial Bank) Lee Young-Moo (POSCO) Huh Jung-Moo (Yonsei Univ.)                    |
| 1978 | Kim Hwang-Ho (ROK Navy)                 | Kim Ho-Gon (Seoul Trust Bank) Cho Young-Jeung (First Bank) Park Seong-Hwa (POSCO) Hwang Jae-Man (Seongmu)                                   | Cho Kwang-Rae (POSCO) Park Sang-In (Commercial Bank of Korea) Lee Young-Moo (ROKA Support Group) | Kim Jae-Han (Housing & Commercial Bank) Cha Bum-Kun (Seongmu) Huh Jung-Moo (ROK Navy)                                                    |
| 1979 | Kim Hwang-Ho (ROK Navy)                 | Kim Ho-Gon (Seoul Trust Bank) Cho Young-Jeung (First Bank) Park Byung-Chul (unattached) Lee Jang-Soo (Yonsei Univ.)                         | Park Sang-In (Commercial Bank of Korea) Cho Kwang-Rae (Chung-Eui)                                | Park Seong-Hwa (Chung-Eui) Lee Young-Moo (Chung-Eui) Shin Hyun-Ho (Chung-Eui) Huh Jung-Moo (ROK Navy)                                    |
| 1980 | Cho Byung-Deuk (Hallelujah)             | Cho Young-Jeung (First Bank) Hong Seong-Ho (Hallelujah) Choi Jong-Deok (Chung-Eui) Chang Woe-Ryong (Yonsei Univ.)                           | Cho Kwang-Rae (Daewoo) Lee Young-Moo (Hallelujah) Lee Kang-Jo (Korea Univ.)                      | Chung Hae-Won (Yonsei Univ.) Choi Soon-Ho (POSCO) Park Jong-Won (Kaiserslautern)                                                         |
| 1981 | Jeong Seong-Gyo (Yonsei Univ.)          | Park Seong-Hwa (Hallelujah) Kwon Oh-Son (Seoul City) Chang Woe-Ryong (Yonsei Univ.) Park Kyung-Hoon (Hanyang Univ.)                         | Cho Kwang-Rae (Daewoo) Lee Kang-Jo (Korea Univ.) Lee Tae-Ho (Korea Univ.)                        | Hwang Seok-Keun (Korea Univ.) Chung Hae-Won (Yonsei Univ.) Byun Byung-Joo (Yonsei Univ.)                                                 |